# Bratislava II
Bratislava II er et okres (distrikt) i Bratislava i regionen Bratislava i Slovakiet. Det ligger på Donaus venstre bred og dækker den sydøstlige del af byen. Distriktet inkluderer de tidligere selvstændige byer Ružinov, Podunajské Biskupice og Vrakuňa, og det grænser op til distrikterne Bratislava I, Bratislava III, Bratislava V og Senec.
Indtil 1918 var distriktet en del af det ungarske amt Pozsony.
48°09′07″N 17°12′34″Ø / 48.1519°N 17.2095°Ø